# Crescent Valley
Crescent Valley est une ville non incorporée du comté d'Eureka, situé dans l'État du Nevada, aux États-Unis. Selon le recensement de 2010 elle compte 392 habitants.

## Démographie
| Groupe            | Spring Valley | Nevada | États-Unis |
| ----------------- | ------------- | ------ | ---------- |
| Blancs            | 90,1          | 66,2   | 72,4       |
| Autres            | 2,6           | 20,7   | 19,0       |
| Asiatiques        | 1,5           | 7,2    | 4,8        |
| Métis             | 3,1           | 4,7    | 2,9        |
| Amérindiens       | 2,8           | 1,2    | 0,9        |
| Total             | 100           | 100    | 100        |
|                   |               |        |            |
| Latino-Américains | 10,0          | 26,5   | 16,7       |

Selon l'American Community Survey, pour la période 2011-2015, 100 % de la population âgée de plus de 5 ans déclare parler l'anglais à la maison.